# K-129
Das K-129 (sowjetische Bezeichnung: PL-574) war ein sowjetisches U-Boot des Projekts 629 (Golf-Klasse). Es war ein dieselelektrisch getriebenes Raketen-U-Boot. Nach seinem Untergang 1968 wurde es 1974 von der United States Navy im Azorian-Projekt teilweise gehoben.

## Geschichte

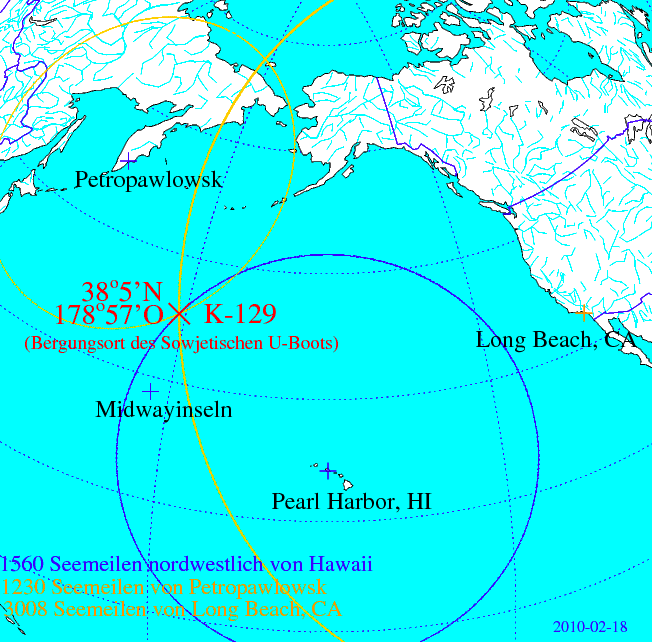
Bergungsort

K-129 wurde auf der Werft in Komsomolsk am Amur gebaut und im Dezember 1959 in Dienst gestellt. 1967 wurde es in Wladiwostok zum Projekt 629A (Golf-II-Klasse) modernisiert.
Im Februar 1968 brach das U-Boot von einem Stützpunkt auf Kamtschatka zu seiner dritten Patrouille zur nuklearen Abschreckung in den Pazifik auf. Anfang März blieben die regelmäßigen Funkmeldungen des Bootes an die sowjetische Marine aus, woraufhin diese eine Suchaktion startete, das gesunkene U-Boot aber nicht finden konnte.
Die United States Navy hingegen hatte durch ihre Unterwassersensoren SOSUS eine Detonation ausgemacht und konnte dadurch das Wrack relativ genau lokalisieren. In den Jahren nach dem Untergang startete die Central Intelligence Agency eine beispiellose, geheim gehaltene Bergungsaktion, das sogenannte Azorian-Projekt. Während der Hebung rissen mehrere Greifarme der Bergungseinheit; das Boot zerbrach und nur ein Teil konnte gehoben werden. Die in dem gehobenen Teil gefundenen Leichen sowjetischer Seeleute erhielten eine Seebestattung. Sie wurden mit militärischen Ehren am Untergangsort bestattet und dabei mit der sowjetischen Flagge versehen.
Der Untergang des K-129 zählt mit 96 Toten zu den schwersten Unfällen der U-Boot-Geschichte.

## Mögliche Gründe für den Untergang
Der Grund für das Sinken des Bootes wurde nie bekannt. Möglich wären Probleme beim Schnorcheln. Die Batterien des Bootes wurden durch Dieselmotoren geladen, deren Abgase durch einen Schnorchel abgeführt wurden. Möglicherweise entzündeten sich die Batterien beim Ladeprozess und explodierten. Ebenfalls im Bereich des Möglichen liegt die Explosion einer der drei Atomraketen an Bord, ähnlich wie es 1986 auf der sowjetischen K-219 geschah.
Die Regierung der UdSSR sprach nach dem Vorfall davon, dass das K-129 von U-Booten der US-Marine versenkt worden sei. Anhänger dieser Theorie sprechen davon, dass die USS Scorpion zwei Monate später aus Rache ebenfalls versenkt worden sein könnte.
Eher dem Bereich der Verschwörungstheorie angehören dürfte eine behauptete Kollision mit dem amerikanischen U-Boot USS Swordfish. Jene Theorie geht davon aus, dass dieses U-Boot in der fraglichen Zeit mit Kollisionsschäden am Turm in einem US-Stützpunkt auftauchte. Der Turm ist jedoch wesentlich schwächer gefertigt als der Rumpf, so dass eher der Turm als der Rumpf des K-129 aufgerissen worden wäre.
Im Dokumentarfilm Tod in der Tiefe von Martyn Ives (2004) wird die Vermutung geäußert, K-129 sei ein „Schurken-U-Boot“ gewesen. Möglicherweise habe das Boot versucht, sich wie ein chinesisches U-Boot zu verhalten und eine oder zwei Nuklear-Raketen auf Hawaii abzufeuern, um damit einen Krieg zwischen China und den USA zu provozieren. Bei diesem unautorisierten Start soll eine Sicherheitseinrichtung wegen der Eingabe eines unvollständigen Startcodes die Rakete oder Raketen gesprengt haben. Die im Film geäußerte Meinung steht im Widerspruch zu einem Bericht der CIA, nach der das U-Boot 1560 Seemeilen (2889 km) nordwestlich vor Hawaii sank, während seine SS-N-5-(R-21)-Raketen nur eine Reichweite von 700 Seemeilen (1296 km) aufwiesen.
Andere Betrachtungen gehen von einem strukturellen Schaden am Rumpf des K-129 aus, der dafür sorgte, dass das Boot schon beim Sinken oder dem Aufschlagen auf den Meeresgrund zerbrach. Nur so ließe sich erklären, warum das Bergungsschiff, das die USA erst bauten, nachdem sie das Wrack fotografiert hatten, nur ein rund 60 Meter langes Objekt in sein Inneres heben konnte, obwohl K-129 fast 100 Meter lang war.